# 埃克朗-讷农
埃克朗-讷农（法語：Éclans-Nenon，法語發音：[eklɑ̃ nənɔ̃]）是法国汝拉省的一个市镇，属于多勒区。该市镇由原市镇埃克朗（Éclans）和讷农（Nenon）于1973年合并而成。

## 地理
埃克朗-讷农（47°7'29"N, 5°36'17"E）面积25.83 平方千米，位于法国勃艮第-弗朗什-孔泰大區汝拉省，该省份为法国东部内陆省份，北起上索恩省，西北接科多尔省，西临索恩-卢瓦尔省，南至安省，东与杜省和瑞士接壤。
与埃克朗-讷农接壤的市镇（或旧市镇、城区）包括：欧德朗日、法勒唐、拉旺莱多勒、乌尔、罗什福尔叙讷农、拉维埃耶卢瓦。
埃克朗-讷农的时区为UTC+01:00、UTC+02:00（夏令时）。

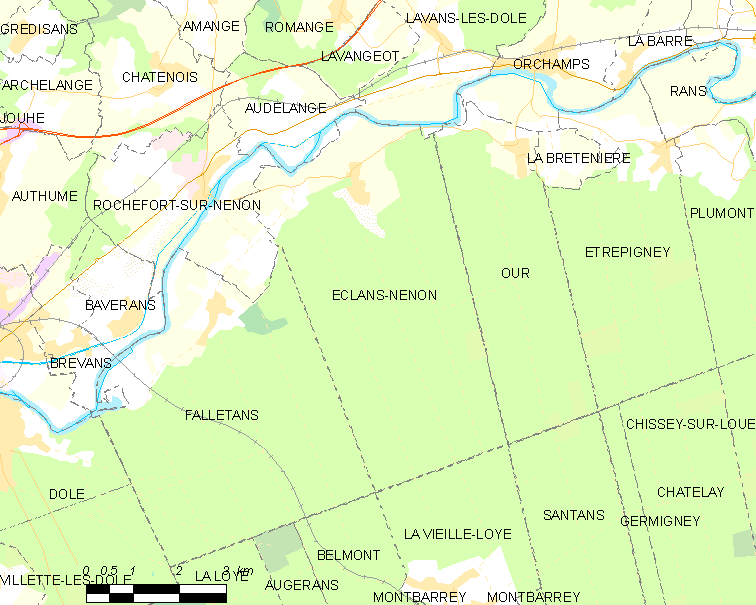
埃克朗-讷农的OSM定位图

## 行政
埃克朗-讷农的邮政编码为39700，INSEE市镇编码为39205。

## 政治
埃克朗-讷农所属的省级选区为欧蒂姆县。

## 人口

1962-2008年间埃克朗-讷农人口变化图示

埃克朗-讷农于2022年1月1日时的人口数量为373人。